# Jakob Sinn
Jakob Sinn (* 30. September 1895 in Uetersen Schleswig-Holstein; † 18. Dezember 1967 in Schonach Baden-Württemberg); war ein deutscher Theater- und Filmschauspieler.

## Leben und Wirken
Sinn begann seine Karriere am Theater und war unter anderem an folgenden Spielstätten zu sehen: Erich-Ziegel-Bühnen in Hamburg, Volksbühne Berlin, Deutsches Theater Berlin, Theater in der Friedrichstraße Berlin, erneut Deutsches Theater und, in der letzten reichsdeutschen Spielzeit 1943/44, die städtische Bühne im oberschlesischen Königshütte. Nach dem Krieg setzte er Ende der 1940er Jahre seine Arbeit am Berliner Hebbeltheater fort. Bereits in den 1950er Jahren ist kein Festengagement mehr bei dem bis zuletzt in Berlin-Wilmersdorf wohnenden Sinn nachweisbar.
Mit Beginn der Tonfilmzeit trat Sinn auch mehrfach vor die Kamera, kam aber nur selten über Chargenauftritte heraus. Man sah ihn bis 1945 als Polizist, Gefängnisdirektor, Bauer, Offizier und Gutsinspektor. Nach dem Krieg setzte Jakob Sinn seine Filmarbeit nicht mehr fort.

## Filmografie
| - 1931: Drei Tage Liebe - 1931: Wer nimmt die Liebe ernst? - 1933: Blut und Boden. Grundlagen zum neuen Reich - 1933: Viktor und Viktoria - 1933: Das Meer ruft - 1934: Die Saat geht auf - 1935: Anschlag auf Schweda - 1936: Menschen ohne Vaterland - 1936: Der Kaiser von Kalifornien | - 1937: Urlaub auf Ehrenwort - 1939: Zwei Welten - 1940: Frieder und Catherlieschen - 1941: … reitet für Deutschland - 1942: Die Entlassung - 1944: Der Verteidiger hat das Wort - 1945: Der Erbförster |